# Toxophilus
Toxophilus, è una singolare opera che per prima in Occidente tratta del tiro con l'arco. Edita nel 1545, fu scritta in lingua volgare inglese e in versi eroici da Roger Ascham che la dedicò al re Enrico VIII che approvò il libro e concesse all'autore una pensione di £ 10 all'anno, confermata e aumentata da Edoardo VI.
L'autore vuole che il suo trattato sia una specie di modello che mostri come andrebbero scritti i manuali, cioè in inglese e non in latino, con uno stile chiaro e scorrevole. Nella prefazione, indirizzata «A tutti i signori e giovani d'Inghilterra» Ascham scrive che «...molti scrittori inglesi non l'hanno fatto, ma usano strane parole, come latino, francese e italiano, che rendono tutto ciò oscuro e difficile.» Evitando neologismi e termini classici fioriti Ascham riesce a rendere il suo inglese un vettore di comunicazione estesa.
L'autore ritiene, contrariamente all'opinione comune, che lo sport del tiro con l'arco non sia disdicevole per un gentleman e che sia invece un nobile passatempo, giovevole al benessere fisico e morale, di «tutti i gentiluomini e Yeomen d’Inghilterra» per i quali imparare l'uso migliore dell'arco si presenta non solo come uno strumento da usare in pace per «diletto», ma anche per una maggiore efficacia in guerra.
Il trattato, diviso in due parti e preceduto da una prefazione, è redatto sotto forma di un dialogo che si svolge tra due personaggi, Philologus ("un amante degli studi") e Toxophilus ("un amante dell'arco"), uno studioso che difende il tiro con l'arco come nobile passatempo. Nella seconda parte si descrive la tecnica del tiro con l'arco, mentre nella prima abbondano le citazioni colte, soprattutto di Socrate e Aristotele, e i rimandi simbolici. Il tiro con l'arco presuppone la virtù dell'onestà poiché se lo scopo apparente è quello di colpire il bersaglio, in realtà «occorre tirare dritto e tenere la distanza» cioè metaforicamente tener fede ai propri principi morali.
L'autore raggiunge il culmine della raffinata erudizione retorica quando si profonde nel confronto tra musica e tiro con l’arco e quando, con una certa abilità, riconduce gli esempi storici alla situazione inglese a lui contemporanea.

## Edizioni
- Toxophilus. La scuola del tiro, di Roger Ascham (1515-1568), a cura di Stefano Benini, ed.Greentime, 1999